# فيل هيوز
فيل هيوز (بالإنجليزية: Phil Hughes)‏ (19 نوفمبر 1964 بلفاست المملكة المتحدة لبريطانيا العظمى وأيرلندا - ) هو لاعب كرة قدم أيرلندي شمالي يلعب كحارس مرمى، شارك في كأس العالم لكرة القدم 1986.

## روابط خارجية
- فيل هيوز على موقع قاعدة بيانات كرة القدم.إي يو (الإنجليزية)
- فيل هيوز على موقع ناشيونال فوتبول تيمز (الإنجليزية)
- فيل هيوز على موقع عالم كرة القدم.نت (الإنجليزية)